# Acuariidae
Die Acuariidae sind eine Familie der Rollschwänze und die einzige in der Überfamilie Acuarioidea. Sie enthält 322 Arten. Sie sind größtenteils Parasiten des Muskelmagens von Vögeln, einige kommen bei Insektenfressern vor.

## Merkmale
Acuarioidea und damit auch Acuariidae sind durch große Pseudolippen charakterisiert, die die gesamte Kopfoberfläche einnehmen. Die äußeren Lippenpapillen sind mit den Kopfpapillen verschmolzen. Die Mundhöhle ist länglich und zylindrisch. Die Kopf-Kutikula ist durch Ornamentierungen charakterisiert.

## Systematik
Hodda (2022) gliedert die Familie in drei Unterfamilien und 39 Gattungen:
- Acuariinae Railliet, Henry & Sisoff, 1912
  - Acuaria Bremser, 1811
  - Chandleronema Little & Ali, 1980
  - Cheilospirura Diesing, 1861
  - Chevreuxia Seurat, 1918
  - Chordatortilis Mendonca & Rodrigues, 1965
  - Chordocephalus Alegret, 1941
  - Cosmocephalus Molin, 1858
  - Deliria Vicente Magalhaes, Pinto & Noronha, 1980
  - Desportesius Chabaud & Campana, 1949
  - Echinuria Soloviev, 1912
  - Paracuaria Krishna-Rao, 1951
  - Pectinospirura Wehr, 1933
  - Pseudoaviculariella Gupta & Jehan, 1971
  - Sexansocara Sobolev & Sudarikov, 1939
  - Skrjabinocerca Schikhoblaova, 1930
  - Skrjabinoclava Sobolev, 1943
  - Stammerinema Osche, 1955
  - Syncuaria Gilbert, 1927
  - Synhimantus Railliet, Henry & Sisoff, 1912
  - Voguracuaria Wong & Anderson, 1993
  - Willmottia Mawson, 1982
  - Xenocordon Mawson, 1982
- Schistorophinae Travassos, 1918
  - Ancyracanthopsis Diesing, 1861
  - Quasithelazia Maplestone, 1932
  - Schistorophus Railliet, 1916
  - Sciadiocara Skrjabin, 1916
  - Viktorocara Guschanskaja, 1950
- Seuratiinae Chitwood & Wehr, 1932
  - Antechiniella Quentin & Beveridge, 1986
  - Aviculariella Wehr, 1931
  - Cyclopsinema Cobb, 1927
  - Ingliseria Gibson, 1968
  - Molinacuaria Wong & Lankester, 1985
  - Proyseria Petter, 1959
  - Pseudohaplonema Wang, 1978
  - Rusguniella Seurat, 1919
  - Seuratia Skrjabin, 1916
  - Stegophorus Wehr, 1934
  - Streptocara Railliet, Henry & Sisoff, 1912
  - Tikusnema Hasegawa, Shiraishi & Rochma, 1992